# Hydriomena cyriadoides
Hydriomena cyriadoides är en fjärilsart som beskrevs av Mcdunnough 1954. Hydriomena cyriadoides ingår i släktet Hydriomena och familjen mätare. Inga underarter finns listade i Catalogue of Life.